# Ojos del Salado
Ojos del Salado, Nevados Ojos del Salado – najwyższy wulkan na Ziemi (drzemiący); położony w Andach Środkowych, na granicy Argentyny i Chile. Ma wysokość 6893 m n.p.m. Jest drugim co do wysokości szczytem górskim na półkuli zachodniej, drugim na półkuli południowej oraz najwyższym szczytem Chile. Leży około 600 km na północ od Aconcagui. Według badań tefrochronologicznych ostatnia erupcja tego stratowulkanu miała miejsce w 750 ±250 roku naszej ery.
Pierwszego wejścia na szczyt Ojos del Salado dokonali Jan Alfred Szczepański i Justyn Wojsznis w 1937 w trakcie II polskiej wyprawy andyjskiej.